# Пелчиньский, Тадеуш
Тадеуш Валентий Пелчиньский (пол. Tadeusz Walenty Pełczyński; 14 февраля 1892, Варшава — 3 января 1985, Лондон) — генерал бригады Войска Польского, один из руководителей Варшавского восстания 1944.

## Семья и молодые годы
Правнук генерала Михала Пелчиньского, генерала армии Царства Польского.
Учился в реальном училище, в 1905 участвовал в школьной забастовке. После этого продолжил обучение в Варшаве, в гимназии генерала Павла Хржановского, которую окончил в 1911. Учился на медицинском факультете Ягеллонского университета, в студенческие годы был членом дружины «Сокол» и Союза польской молодёжи «Зет». Прошёл курс военной подготовки под руководством Зигмунта Зелинского, будущего генерала брони Войска Польского.

## В легионах
В начале Первой мировой войны находился на каникулах во Влоцлавеке, после оккупации города немецкими войсками мобилизован как медик для работы в лагере русских военнопленных. В 1915 вступил в польские легионы, был офицером 6-го пехотного полка Легионов, командовал взводом и ротой. В 1917, после «присяжного кризиса» (отказа польских легионеров принести присягу на верность императорам Германии и Австро-Венгрии) был интернирован в лагере в Беньяминове. После освобождения, с марта 1918, работа в Главном опекунском совете (органе местного самоуправления на оккупированной немцами территории Царства Польского), одновременно занимаясь подпольной деятельностью.

## Офицер Войска Польского
С ноября 1918 служил в Войске Польском, командовал ротой и батальоном в 6-м пехотном полку. С 1919 — майор. С марта 1920 — командир роты, а затем батальона в школе подхорунжих пехоты в Варшаве. В 1921—1923 учился в Высшей военной школе в Варшаве, после окончания которой и получения квалификации офицера Генерального штаба вернулся в школу подхорунжих на должность командира батальона. С июля 1924 служил в Военном совете. С апреля 1927 — подполковник. С мая 1927 — начальник исследовательского сектора во II (разведка и контрразведка) отделе главного штаба. В январе 1929 — марте 1932 и в сентябре 1935 — январе 1939 — начальник II отдела главного штаба. Был офицером, в межвоенный период наиболее долго руководивший польской разведкой и контрразведкой). В 1932—1935 командир 5-го пехотного полка Легионов в Вильно. С 1934 — полковник.
В 1939 — командир дивизионной пехоты 19-й пехотной дивизии. Поводом для его перевода могла стать политическая деятельность его жены Ванды, находившейся в оппозиции к маршалу Эдварду Рыдз-Смиглы и премьеру Фелициану Славой-Складковскому. В этой должности участвовал в сентябрьской кампании 1939.

## В Армии Крайовой
В конце сентября 1939 прибыл в Варшаву, где начал подпольную деятельность с фальшивыми документами инженера Тадеуша Павловского. В 1940—1941 — комендант округа Союза вооружённой борьбы (СВБ) «Люблин». С июля 1941 — начальник главного штаба командования Союза вооружённой борьбы — Армии Крайовой (АК). Одновременно, с сентября 1943 — заместитель командующего АК. Псевдонимы — «Гжегош», «Адам», «Вольф», «Робак». 1 октября 1943 произведён в генералы бригады. Отдавал приказы «Кедива» (управлению диверсионной службы) главного командования АК на проведение диверсий, в том числе взрыв нескольких железнодорожных линий.
Один из руководителей Варшавского восстания в августе-сентябре 1944. 4 сентября 1944 был тяжело ранен.

## Эмигрант
В 1944—1945 — в немецком плену (в лагерях Лангвассер и Кольдиц). После освобождения жил в Великобритании, в июле-ноябре 1945 — начальник кабинета главнокомандующего Польскими вооружёнными силами. До 1947 возглавлял историческую комиссию АК при главном штабе в Лондоне. Активный участник ветеранских организаций АК, один из основателей, а в 1956—1969 — председатель Совета по изучению польского подполья. В последние годы жизни проживал в доме ветеранов «Антоколь» в Кенте. Похоронен в Лондоне.

## Награды
Награждён орденом Белого Орла (1996; посмертно), Серебряным и Золотым крестом Военного ордена «Виртути Милитари», Офицерским крестом ордена Возрождения Польши, Крестом Независимости, Крестом Храбрых (четырежды) и другими наградами.